# Шлях на арену
«Шлях на арену» (вірм. «Ճանապարհ դեպի կրկես») — радянський художній фільм 1963 року, випущений на кіностудії «Вірменфільм», знятий режисерами Генріхом Маляном і Левоном Ісаакяном за віддаленими мотивами творчої біографії Леоніда Єнгібарова, з ним же в головній ролі.

## Сюжет
Фільм був знятий в Єреванському цирку. Льоня, молодший син шанованого професора Єнгибаряна, висловлює бажання працювати в цирку, викликаючи обурення батьків. Коли йому дають в цирку роботу уніформіста, він починає маятися дурницями. Але ввечері він вирішив зіграти клоуна, але він був не готовий і всіх розчарував. Але вночі у нього заграла совість, і він вирішив піти з цирку. А в кабінеті директора цирку зібралися всі люди, і директор сказав правду, що у цієї людини немає таланту, але акробатка Ірина не вірила, і директор цирку вирішив піти додому, щоб поговорити з Льонею, але в будинку були його батьки і почали лаятися на цю людину. Але вночі Льоня вирішив підготуватися до завтрашнього виступу, і почав працювати з розумом.

## У ролях
- Леонід Єнгібаров — Льоня Єнгібарян
- Ірина Шестуа — Іра, артистка цирку
- Ізабелла Данзас — мати
- Гайк Данзас — батько
- Вардуї Вардересян — Маро
- Карп Хачванкян — Ашот
- Владимир Татосов — Хачян, помічник режисера
- Гурген Ген — Тарян, директор цирку
- Степан Ісаакян-Серебряков — дресирувальник
- Борис Асатурян — брат-близнюк, артист цирку
- Рафаїл Асатурян — брат-близнюк, артист цирку

## Знімальна група
- Режисери — Левон Ісаакян, Генріх Малян
- Сценаристи — Олександр Юровський, Анатолій Галієв
- Оператор — Жирайр Вартанян
- Композитор — Костянтин Орбелян
- Художники — Степан Андраникян, Валентин Подпомогов